# 50
50 (L) var ett normalår som började en torsdag i den julianska kalendern.

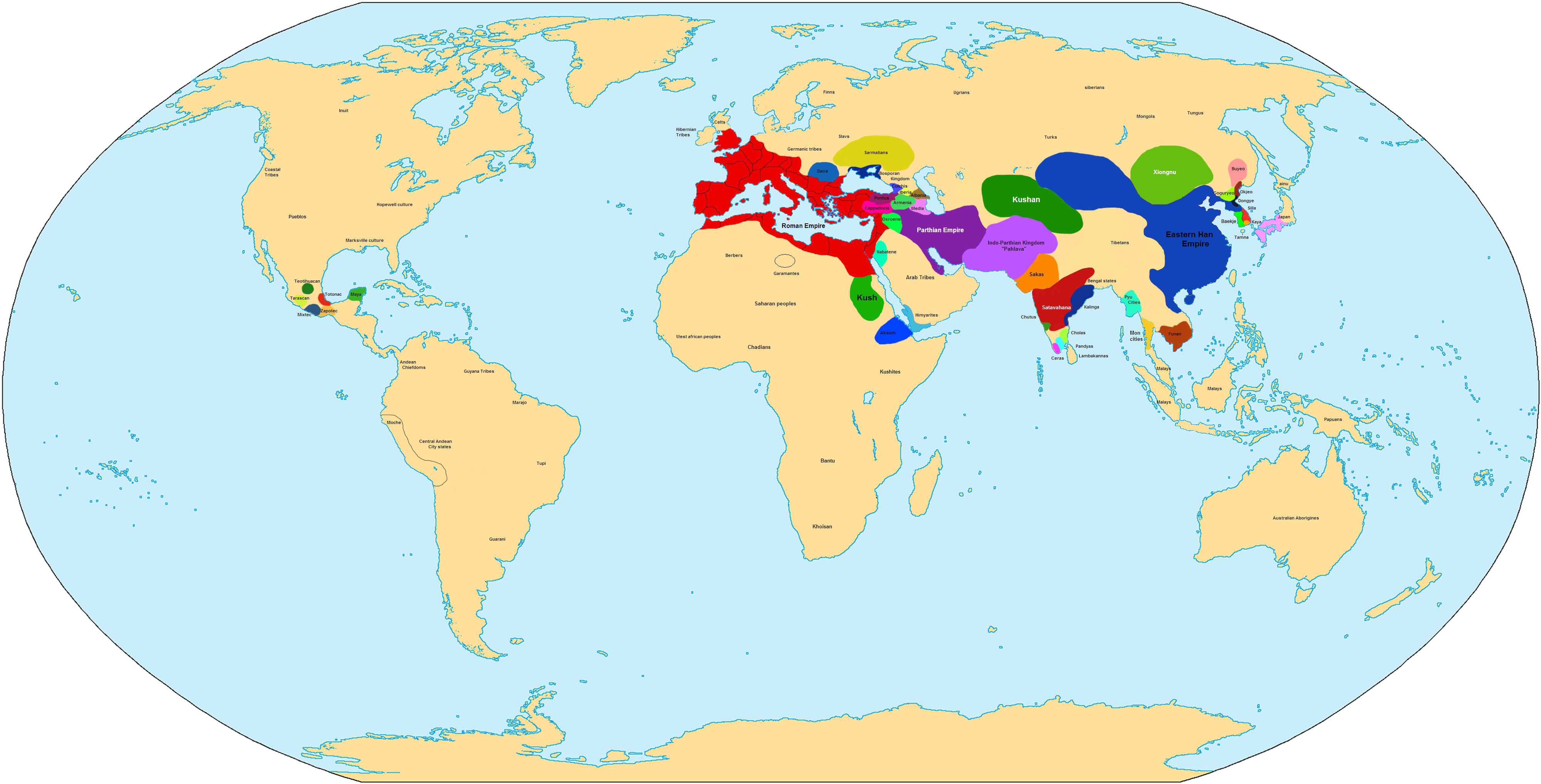
Världen år 50.
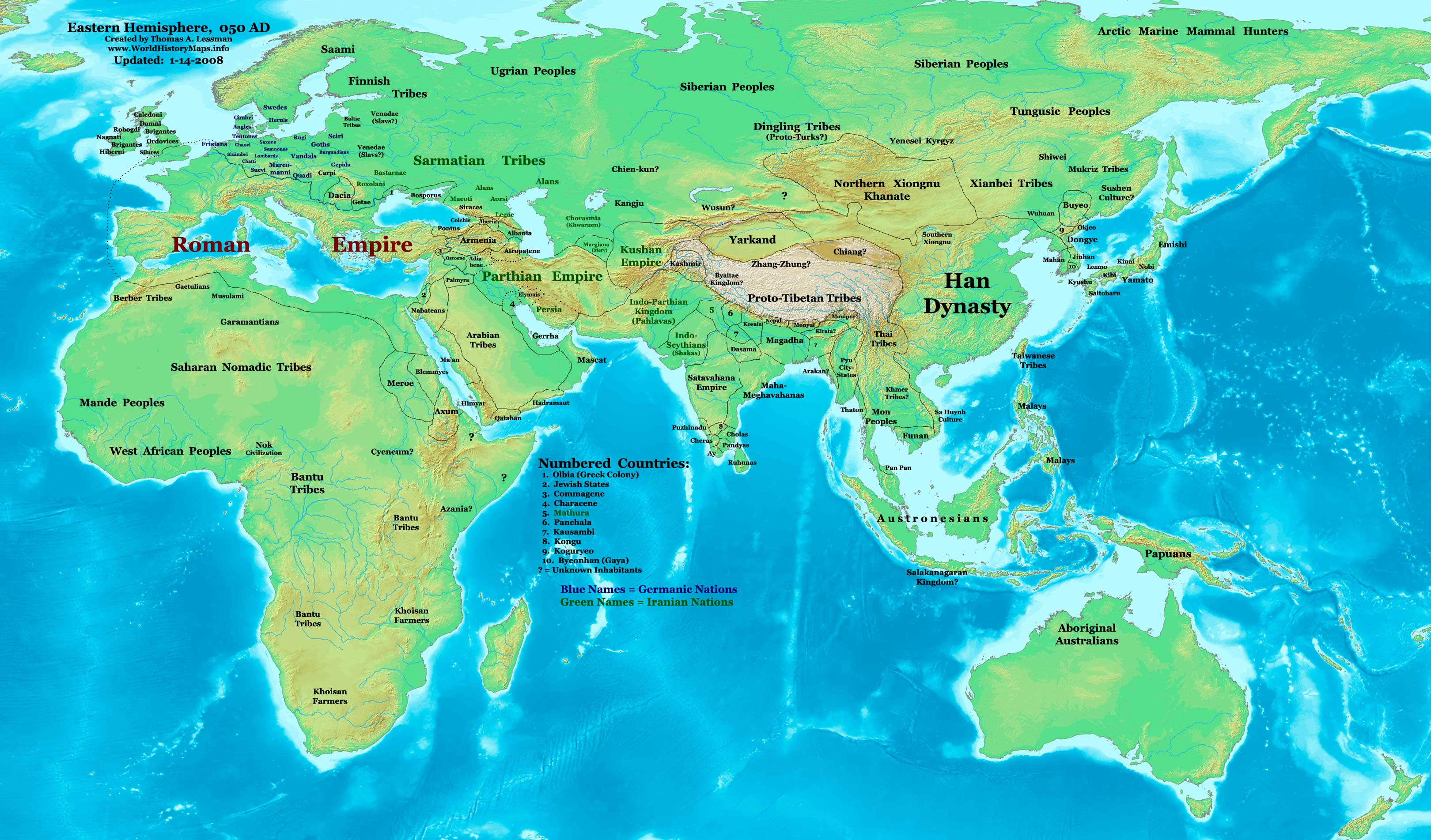
Gamla världen år 50.

## Händelser

### Okänt datum
- Londinium grundas av romarna och tar därmed över rollen som huvudstad i den romerska provinsen Britannien från Colchester (omkring detta år).
- Leicester grundas av romarna.
- Kejsar Claudius utser Agrippa II till guvernör över Khalkis.
- Claudius adopterar Nero.
- Köln får romerskt stadsprivilegium.
- Den brittiska staden Exeter grundas under namnet Isca Dumnoniorum.
- Tripontium (nära den numera engelska staden Rugby) grundas.
- Det romerska fortet Manduessedum (nära den numera engelska staden Atherstone) grundas (omkring detta år).
- Caratacus tas tillfånga efter att ha besegrats av den romerske guvernören Ostorius Scapula i slaget vid Caer Caradoc.
- Jazygerna slår sig när på slätterna öster om floden Tisza.
- Romarna lär sig av gallerna att använda tvål.
- Pedanius Dioskorides beskriver den medicinska användningen av växter i De Materia Medica.
- Pamphilus av Alexandria skriver ett poetiskt lexikon.
- Heron från Alexandria uppfinner en ångturbin (möjligen detta år).
- Thessalos gör skillnad på kroniska och akuta sjukdomar.
- Roms befolkning uppgår till en miljon invånare.
- Den sydligaste delen av Britannien blir en romersk provins under namnet Camulodunum.
- Den grekiske upptäcktsresanden Diogenes upptäcker Afrikas stora sjöar.
- Kristendomen introduceras i Nubien genom ett påbud från drottning Judit.
- Aposteln Tomas skall ha besökt Indien.
- Det tokhariska riket enas under Kujula Kadphises och bildar det Kushanska riket, som då också kontrollerar norra Indien (omkring detta år).

## Avlidna
- Abgarus av Edessa, kung av Osroene
- Aulus Cornelius Celsus, författare till De Medicina
- Gamliel I, nasi över judarna i Babylonia